# 高城高
高城高（こうじょう こう、1935年1月17日-）は、日本の推理小説家。元新聞記者。北海道札幌市在住。本名は乳井洋一（にゅうい よういち）。北海道函館市出身。

## 略歴
1935年、北海道函館市に生まれる。5歳の時に、英語教師だった父の転勤で宮城県仙台市に移住。第二次世界大戦中は父の故郷である秋田県北秋田郡比内町（現大館市の一部）に疎開。終戦後に仙台に戻り、進駐軍の兵士が古本屋に売ったペーパーバックや、英語教師だった父と交流があった米軍人から手に入れたハードボイルド小説を読み始めたという。
1955年、東北大学文学部英文科在学中、『宝石』の短編懸賞に「X橋附近」を応募し、1位を受賞した。この小説は江戸川乱歩に絶賛され、現在では日本のハードボイルド小説の嚆矢とされる。大学卒業後の1957年に北海道新聞社に入社してからも、1970年まで短編を中心に作品を発表し続けたが、以降は沈黙していたため「幻の作家」と称された。
2006年に『X橋付近 高城高ハードボイルド傑作選』が、荒蝦夷から地域限定（仙台市と北海道の書店）で発行され、2007年には『ミステリマガジン』や『ミステリーズ!』で作家活動を再開。2008年には、東京創元社から個人全集の刊行が始まり、約30年ぶりとなる新作『密漁船アークテック号 函館水上警察署復命控』を発表した。

## 作風
デビュー当初は5歳から大学卒業まで暮らした仙台市を舞台とするハードボイルド短編が中心だったが、大学卒業後は勤務先で故郷でもある北海道を舞台に、住民とソ連との緊張関係を描いたスパイ小説や、アイヌと道民の関係を題材とするハードボイルドが中心になった。また作家復帰第一作目は、明治時代の北海道を舞台にした歴史警察小説であるなど、ハードボイルド作家としてデビューしたが、それにとらわれない幅広い作風を持つ。
大学時代はフェンシングクラブに所属していたため、フェンシングに関連した作品も複数書いている（「賭ける」「函館水上警察」など）。
また小説以外では、アーネスト・ヘミングウェイをテーマにした大学の卒論や、アイヌ関連書籍がある。他にも仙台市内の書店で配布された冊子に、数本のエッセイを発表している。

## 著書
高城高名義
- 微かなる弔鐘（光文社 1959年）
- 墓標なき墓場（光風社 1962年）
- X橋付近 高城高ハードボイルド傑作選（荒蝦夷 2006年）※北海道と宮城の書店でのみ販売されたソフトカバー本。現在は絶版だが収録作品は「高城高全集」で読むことができる。
- 高城高全集1～4（東京創元社［創元推理文庫］ 2008年）
- X橋付近から（荒蝦夷 2008年）※エッセイ集。仙台市内の書店でのみ取り扱われ、現在は絶版。
- 函館水上警察シリーズ
  - 函館水上警察（東京創元社 2009年 ISBN 4488024440）※ミステリーズ!に連載された『密漁船アークテック号 函館水上警察署復命控』から改題。
  - 函館水上警察 ウラジオストクから来た女（東京創元社 2010年10月29日 ISBN 978-4-488-02465-9）
  - 冬に散る華（東京創元社 2013年4月26日 ISBN 978-4-488-47406-5）※上記を改題した文庫版。表紙イラストはゴトウヒロシ。
- 夜明け遠き街よ（東京創元社 2012年8月11日 ISBN 978-4-488-02497-0）
- 夜より黒きもの（東京創元社 2015年5月15日 ISBN 978-4-488-02747-6）
- 眠りなき夜明け（寿郎社 2016年6月30日 ISBN 978-4-902269-88-8）
- 〈ミリオンカ〉の女 うらじおすとく花暦（寿郎社 2018年3月26日 ISBN 978-4-909281-07-4）
- 仕切られた女 ウラジオストク花暦（藤田印刷エクセレントブックス 2020年3月1日 ISBN 978-4-86538-106-1）

乳井洋一名義
- 手稲山（北海道テレビ社長室［HTBまめほん］ 1971年）
- 消えた平原ベーリンジア 極北の人類史を探る（吉崎昌一との共著。日本放送出版協会［NHKブックス］ 1980年）

## 翻訳
- フェンシング・マエストロ アルトゥーロ・ペレス＝レベルテ著（論創社 2022年11月4日 ISBN 978-4-8460-2072-9）